# Panieńskie Skały (Lwówek Śląski)
Panieńskie Skały – formacja skalna oraz obszar Natura 2000 (kod PLH020009) w Lwówku Śląskim w województwie dolnośląskim. Wśród skał znajdowało się jedno z dwóch w Polsce stanowisko włosocienia delikatnego.

## Położenie
Panieńskie Skały znajdują się na południowo-wschodnim zboczu Szpitalnej Góry, we wschodniej części Niecki Lwóweckiej. Dolina Srebrnej oddziela je od Lwóweckich Skał, z którymi tworzą największy zespół skalny na Pogórzu Izerskim. Skałki leżą średnio na wysokości 240–255 m n.p.m. Od południa i wschodu graniczą z zabudowaniami mieszkalnymi przy ulicy Polnej. Po zachodniej stronie skał rośnie las komunalny. Nieopodal przebiega niebieski szlak turystyczny z Lwówka Śląskiego do Lubomierza.

## Historia

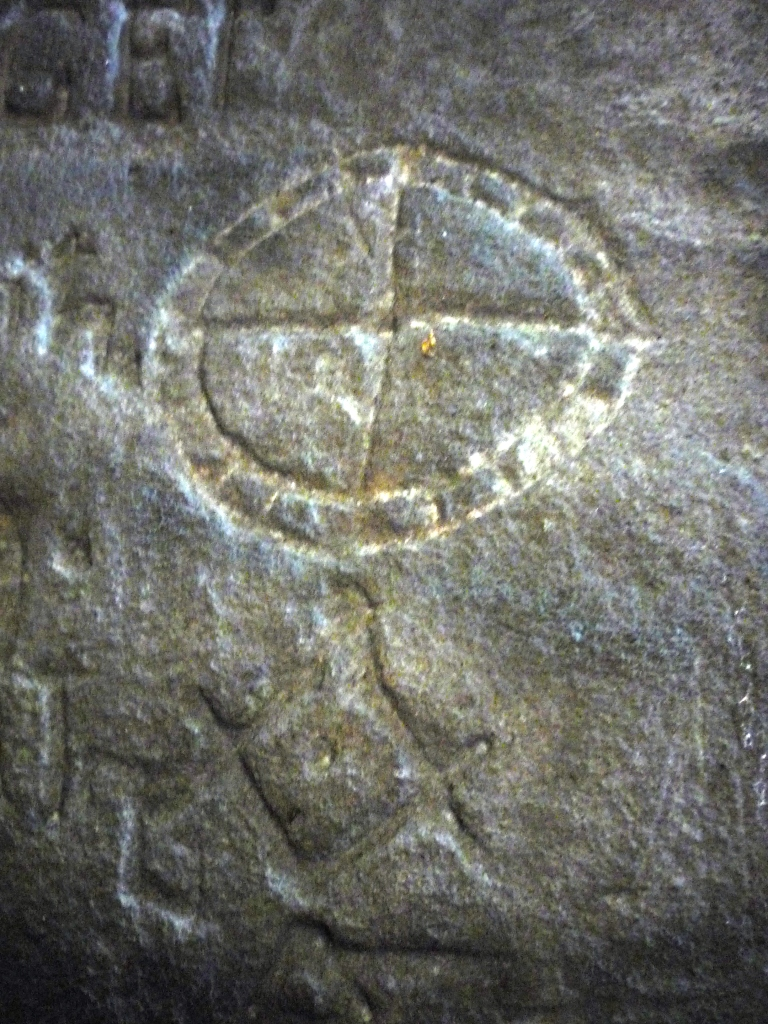
Znak waloński na wschodniej ścianie Panieńskiej Izdebki

W przykrytej skałą szczelinie znajdują się naprzeciw siebie dwa znaki przypisywane walończykom - poszukiwaczom minerałów z XI–XII wieku. Według legend, miały się w niej ukrywać podczas wojen husyckich kobiety i dziewczęta z Lwówka. Na ich pamiątkę nazwano szczelinę Panieńską Izdebką (niem. Jungfernstübchen). Stąd wzięła się też nazwa dla całej formacji skalnej. Napis „Jungfernstübchen” wykuty w przykrywającej szczelinę skale częściowo przetrwał do naszych czasów. W kronikach opisano podziemny korytarz, częściowo służący do odprowadzania wody, idący stąd w kierunku Radłówki. Przed II wojną światową Panieńskie Skały były pomnikiem przyrody i miejscem chętnie odwiedzanym przez turystów i mieszkańców Lwówka.

## Obszar Natura 2000
Decyzją Komisji Europejskiej z 13 listopada 2007, która weszła w życie w lutym 2008, został zatwierdzony obszar mający znaczenie dla Wspólnoty sieci Natura 2000. Pierwotnie obejmował on 9,9 ha. W 2008 jego powierzchnia została zwiększona do 11,5 ha. Większość obszaru ostoi zajmowały wówczas pola uprawne i łąki, ciągnące się na północ od skał. W 2012 tereny te zostały wyłączone spod ochrony. Na mocy rozporządzenia Ministra Środowiska z dnia 21 grudnia 2016 (weszło w życie w marcu 2017) zatwierdzono specjalny obszar ochrony siedlisk o powierzchni 1,06 ha.
Przedmiotem ochrony są:
- 8220 ściany skalne i urwiska krzemianowe ze zbiorowiskami z Androsacion vandelii
- 9170 grąd środkowoeuropejski i subkontynentalny ze zbiorowiskami Galio-Carpinetum oraz Tilio-Carpinetum
- 1421 włosocień delikatny Trichomanes speciosum[1]

### Ściany skalne i urwiska krzemianowe
Ławica skał tworzona przez turońskie piaskowce ciągnie się ok. 200 m zwartym murem, zbudowanym z baszt i wieżyc mających horyzontalne uwarstwienie. Skały wystają ponad poziom na wysokość do 20 m. Krawędź ławicy jest porozcinana szczelinami, z których kilka przykrywają bloki skalne. Skały zajmują obszar o powierzchni 0,21 ha. Porośnięte są roślinnością chasmofityczną – naskalnymi zbiorowiskami mszysto-paprociowymi. Występuje tu paprotka zwyczajna i nerecznica samcza oraz gatunki obce – niecierpek drobnokwiatowy i czeremcha amerykańska.

### Grąd
Skały otoczone są dwoma pasami grądu zajmującymi powierzchnię 0,55 ha. Drzewostan zbudowany jest z dębu bezszypułkowego, lipy drobnolistnej i czereśni ptasiej. Występują tu krzewy: trzmielina pospolita, kruszyna pospolita i bez koralowy. W runie można spotkać wiechlinę gajową, turzycę leśną, kosmatkę gajową, nerecznicę samczą, kokoryczkę wielokwiatową, konwalię majową i bluszcz pospolity. Rosną tu gatunki obce: czeremcha amerykańska, niecierpek drobnokwiatowy i kasztanowiec zwyczajny oraz synantropijne: glistnik jaskółcze ziele i bodziszek cuchnący. Na obrzeżach lasu występuje bez czarny. Grąd jest chroniony zarówno jako siedlisko przyrodnicze, jak i ze względu na ważną rolę osłony dla siedliska włosocienia delikatnego.

### Włosocień delikatny
Gametofity włosocienia delikatnego występowały w szczelinach Panieńskich Skał. W 2008 roku stwierdzono ich zanik na znanym siedlisku. Paproć ta pozostała jednak przedmiotem ochrony z uwagi na duże prawdopodobieństwo odbudowy jej populacji.